# ナビル・ギラス
ナビル・ギラス（Nabil Ghilas 、1990年4月20日 - ）は、フランス・マルセイユ出身のプロサッカー選手。サッカーアルジェリア代表。ヴィトーリア・セトゥーバル所属。ポジションはFW。
サッカー選手のカメル・ギラスは実兄。

## 経歴

### クラブ
フランス国内のアマチュアクラブを経て、2010年に20歳でポルトガルのモレイレンセFCに加入した。直後、3部所属のFCヴィゼラにローン移籍。2011-12シーズンよりモレイレンセに復帰し、7シーズン振りとなるプリメイラ・リーガ昇格に貢献した。2012–13シーズンは30試合に出場し14ゴールをマークしたが、チームを残留させることは出来なかった。
2013年7月8日、移籍金300万ユーロでFCポルトに加入。契約には3000万ユーロのバイアウト条項が盛り込まれた。2014年9月1日、スペインのコルドバCFにレンタル移籍。2015年7月10日、レバンテUDにレンタル移籍。

### 代表
2013年3月、2014 FIFAワールドカップ・アフリカ予選のベナン戦（アウェー）で代表初招集。しかし試合には出場しなかった。6月9日、同予選のベナン戦（ホーム）で74分にイスラム・スリマニと交代し初キャップ。さらに初ゴールも記録し3-1の勝利に貢献した。
2014 FIFAワールドカップではグループステージ3戦目のベルギー戦に出場した。

## 代表歴

### 出場大会
- アルジェリア代表
  - 2014 FIFAワールドカップ

### 試合数
- 国際Aマッチ 8試合 2得点（2013年-2014年）[11]

| アルジェリア代表 | 国際Aマッチ | 国際Aマッチ |
| 年               | 出場        | 得点        |
| ---------------- | ----------- | ----------- |
| 2013             | 4           | 1           |
| 2014             | 4           | 1           |
| 通算             | 8           | 2           |

### 得点
| #  | 開催日        | 開催地 | 対戦国     | スコア | 結果 | 試合概要                    |
| -- | ------------- | ------ | ---------- | ------ | ---- | --------------------------- |
| 1. | 2013年6月9日  | ブリダ | ベナン     | 3–1    | 3–1  | 2014 FIFAワールドカップ予選 |
| 2. | 2014年5月31日 | シオン | アルメニア | 2–0    | 3–1  | 親善試合                    |